# Ezio Pirali
 (août 2016).
Si vous disposez d'ouvrages ou d'articles de référence ou si vous connaissez des sites web de qualité traitant du thème abordé ici, merci de compléter l'article en donnant les références utiles à sa vérifiabilité et en les liant à la section « Notes et références ».
Ezio Pirali, né en 1921, est un designer industriel italien.

## Biographie
Diplômé comme électromécanicien à Fribourg[Laquelle ?], Ezio Pirali fut le PDG d'une entreprise italienne d'appareils électro-ménagers, Zerowatt, pour laquelle il a conçu et développé de nombreux produits, dont des modèles de ventilateurs de table de la même marque[réf. nécessaire].
Le travail de Pirali reflète l'inventivité pure du design italien d'après-guerre, vertu née de la nécessité et qui a largement contribué à la renaissance économique de ce pays[réf. nécessaire].